# Synagoga Chóralna w Wilnie
Synagoga Chóralna (lit. Vilniaus choralinė sinagoga)  – synagoga znajdująca się w Wilnie, przy ulicy Zawalnej 39. Jest jedyną spośród blisko 130 wileńskich, żydowskich domów modlitwy (synagog i klojzów), która przetrwała czasy Holocaustu i jest nadal czynna.

## Historia
Synagoga została zbudowana w 1903 roku według projektu Dawida Rozenhausa pod nadzorem rosyjskiego architekta Połozowa. Podczas II wojny światowej, po wkroczeniu wojsk niemieckich do Wilna w 1941 roku, synagoga została zdewastowana i przeznaczona na magazyn leków, co uchroniło ją od całkowitego zniszczenia.
Po zakończeniu wojny synagoga została zamknięta przez władze dla celów kultowych. W 1989 roku została zwrócona gminie żydowskiej i od tego czasu po gruntownym remoncie służy lokalnej społeczności żydowskiej.

## Galeria

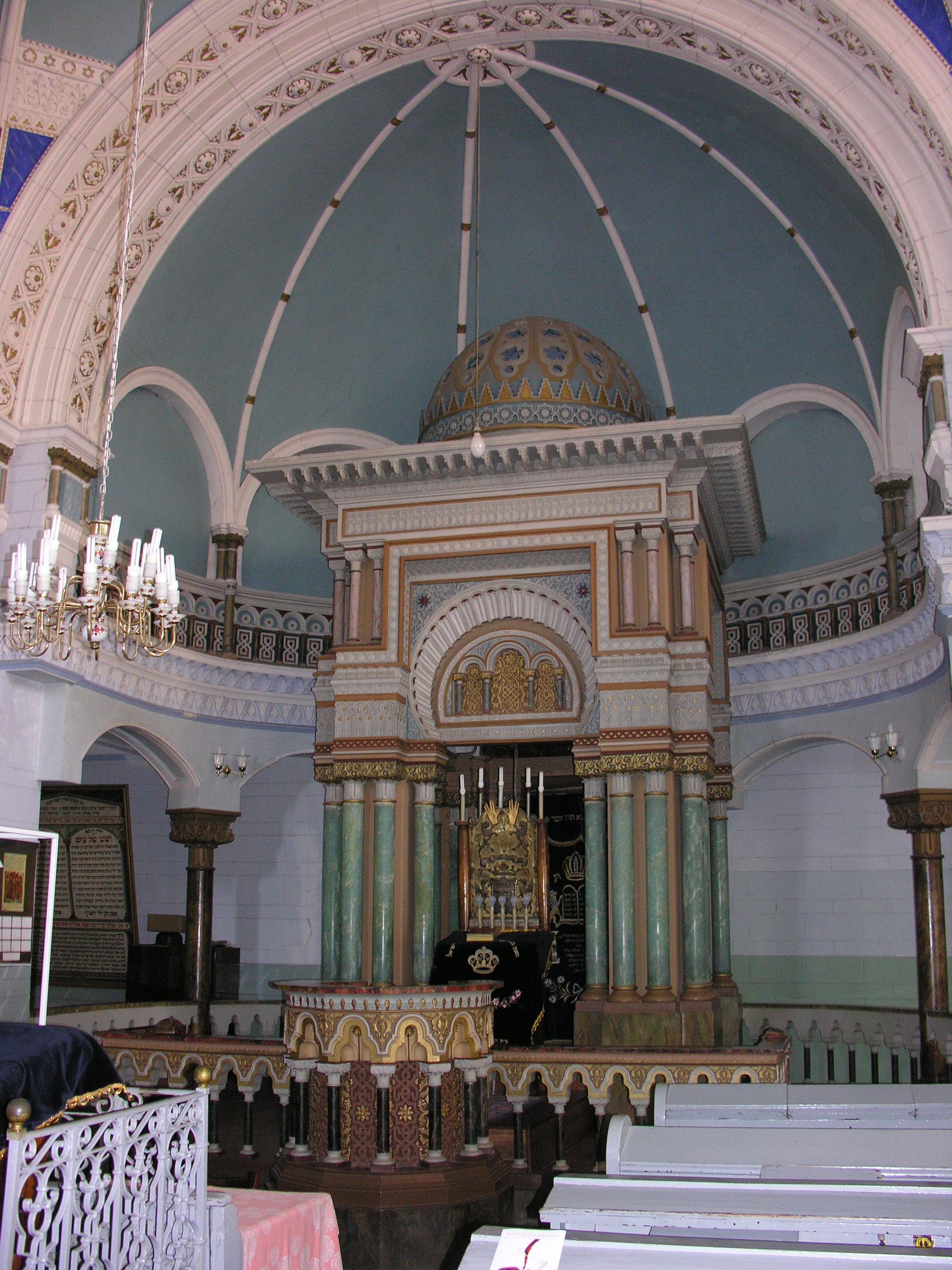
Aron ha-kodesz
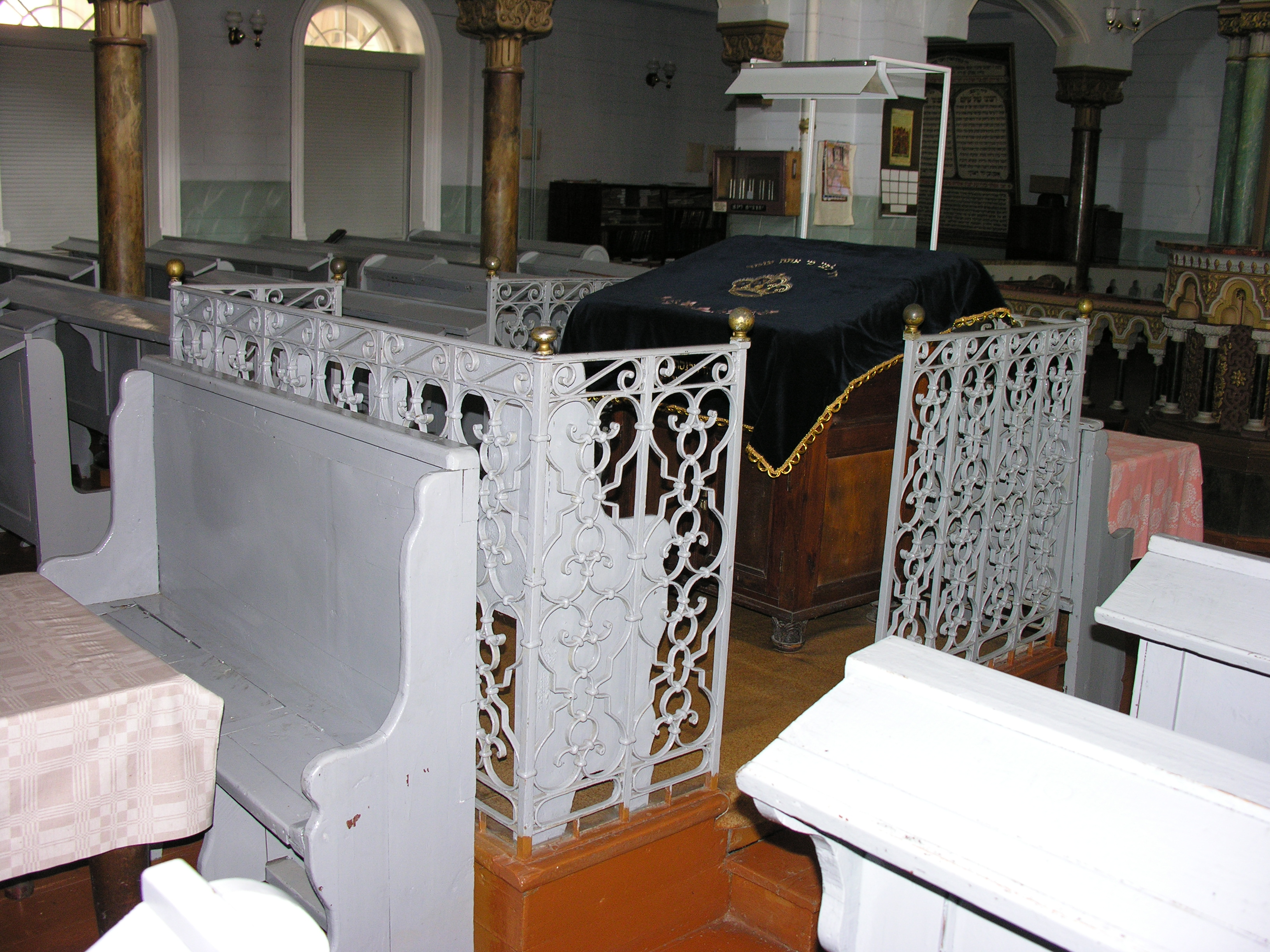
Bima
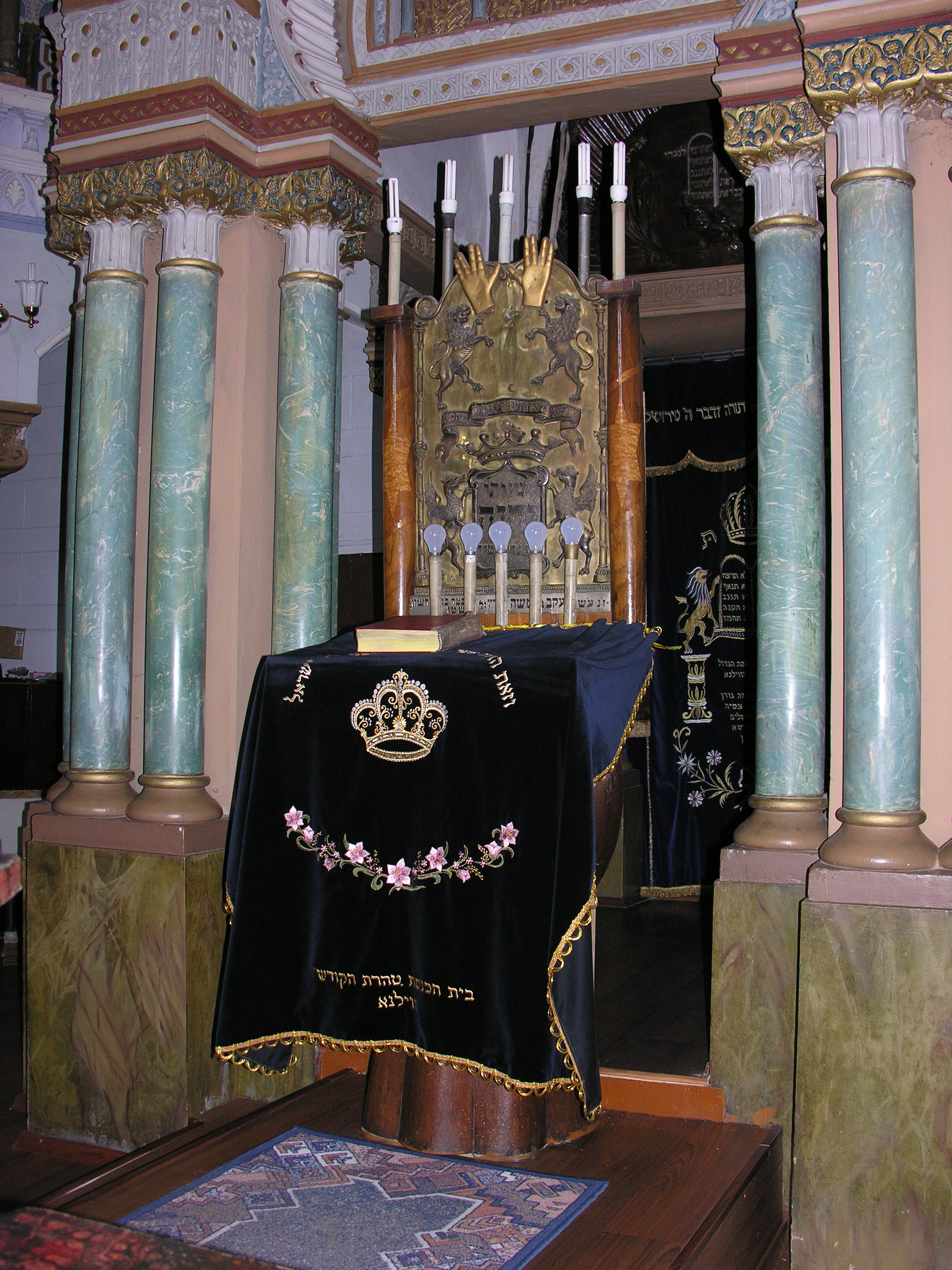
Amud